# Gaqo Avrazi
Gaqo Avrazi (ur. 16 marca 1915 w Korczy, zm. 18 listopada 1985 w Tiranie) – albański dyrygent i pianista, pułkownik armii albańskiej.

## Życiorys
W młodości związany z grupą muzyczną Rinia korçare, działającą w jego rodzinnym mieście. Był muzycznym samoukiem, przez krótki czas pobierał lekcje muzyki pod kierunkiem Kristo Kono. W czasie włoskiej okupacji Albanii został aresztowany przez władze okupacyjne, ale wkrótce opuścił więzienie. Zgromadził grupę uzdolnionych wokalnie żołnierzy Armii Narodowo-Wyzwoleńczej, z którymi występował przed oddziałami ANW. Z tej grupy 25 lipca 1944 Avrazi utworzył Chór Armii. Chór wykonywał pieśni ludowe i pieśni partyzanckie. W 1950 chór stał się podstawą do stworzenia Zespołu Artystycznego Ludowej Armii Albanii, którym do 1975 kierował Gaqo Avrazi. Wraz z chórem występował w roli dyrygenta, ale był także kompozytorem. Chór, kierowany przez Avraziego występował w Moskwie, Pradze i Konstancy, a w 1955 wyjechał na tournee po krajach azjatyckich. Jego dorobek artystyczny obejmuje pieśni patriotyczne, ballady, kantaty i utwory na chór i orkiestrę. Za swoją działalność artystyczną został wyróżniony tytułem Artysty Ludu.
Imię artysty nosi jedna z ulic w północno-zachodniej części Tirany i ulica w Korczy.